# Bilbao (metropolitana di Madrid)
Bilbao è una stazione delle linee 1 e 4 della Metropolitana di Madrid.
Si trova sotto alla Glorieta de Bilbao, nel distretto di Chamberí.

## Storia
Inaugurata da Alfonso XIII il 17 ottobre 1919, è una delle otto stazioni più antiche della metropolitana di Madrid. I binari della linea 4 furono aperti nel 1944.

## Accessi
Ingresso Central
- Fuencarral Glorieta de Bilbao, 5 (semiangolo con Calle de Fuencarral)
- Luchana Glorieta de Bilbao, 2 (angolo con Calle de Luchana)
- Manuela Malasaña (Malasaña/Fuencarral) Glorieta de Bilbao, 7

Ingresso Luchana
- Francisco de Rojas Calle de Luchana, 22 (angolo con Calle de Francisco de Rojas)
- Luchana, impares Calle de Luchana, 21 (angolo con Calle de Trafalgar, pari)
- Trafalgar Calle de Luchana, 23